# Blossia robusta
Espèce
Synonymes
- Blossiola robusta Lawrence, 1972

Blossia robusta est une espèce de solifuges de la famille des Daesiidae.

## Distribution
Cette espèce est endémique de Namibie. Elle se rencontre vers Keetmanshoop.

## Publication originale
- Lawrence, 1972 : New psammophilous Solifugae, chiefly from desert regions of the Kalahari and South West Africa. Madoqua, sér. 22, vol. 1, p. 97-116.